# Paratrytone aphractoia
Paratrytone aphractoia är en fjärilsart som beskrevs av Dyar 1914. Paratrytone aphractoia ingår i släktet Paratrytone och familjen tjockhuvuden. Inga underarter finns listade i Catalogue of Life.